# Vitsvort Sogn
Vitsvort Sogn (på tysk Kirchspiel Witzwort) er et sogn på halvøen Ejdersted i det sydvestlige Sydslesvig, tidligere i Tønning Herred (Landskabet Ejdersted), nu i Vitsvort Kommune i Nordfrislands Kreds i delstaten Slesvig-Holsten. 
I Vitsvort Sogn findes flg. stednavne:
- Adolfs Kog
- Byttel
- Byttel Kog
- Dam Kog
- Dingsbøl Kog
- Haimose Kog
- Ingvershjørne
- Johan Adolfs Kog
- Leglighedskog
- Nordende Kog
- Obbens Kog
- Oldefeld Kog
- Risbøl Kog
- Robeskro
- Sankdhak
- Sandkro
- Valsbøl Kog
- Vitsvort